# Riera de Fontscalents
La Riera de Fontscalents és una riera dels termes municipals de Castellcir i Castellterçol, de la comarca del Moianès.

La Riera de Fontscalents, respecte del terme de Castellcir

## Recorregut
Es forma en el lloc on s'ajunten el torrent de la Mare de Déu amb el Sot del Forn, a prop i a ponent del Mas Montserrat, al sud-est del Verdeguer. Des d'aquell lloc davalla cap al sud-est, deixant a la dreta els Camps de Portet. Poc després rep per l'esquerra el Xaragall de la Cuaranya. Tot seguit travessa la Quintana d'Esplugues, deixa a l'esquerra la font de Fontscalents; en aquell lloc deixa a l'esquerra, en el mateix marge de la riera, la Poua Montserrat.

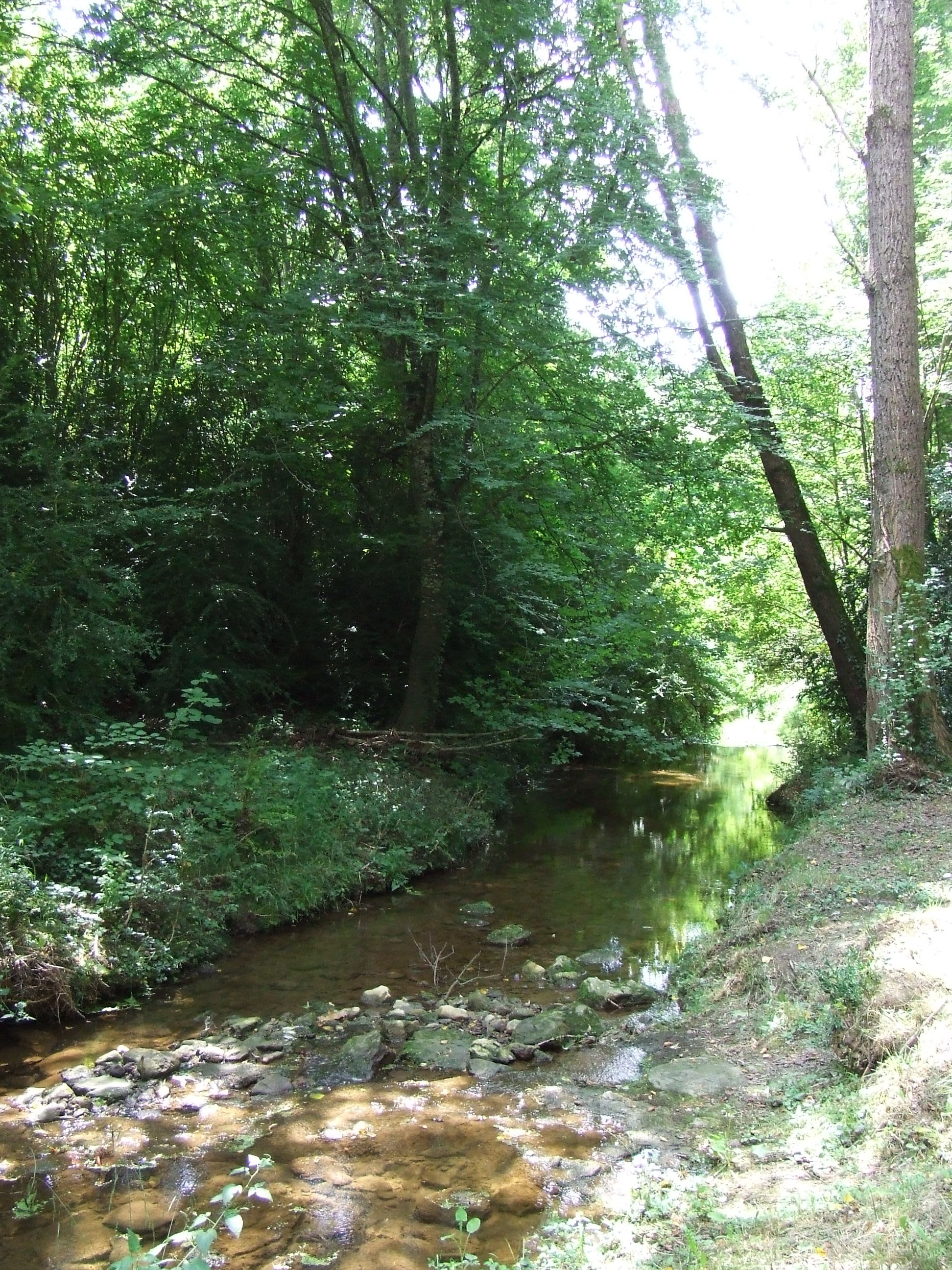
La Riera de Fontscalents, a la bauma on pren aquest nom

Poc després, deixa a la dreta la masia d'Esplugues, passa per sota del Pont d'Esplugues i deixa a l'esquerra el Pou d'Esplugues. Encara, rep per l'esquerra el Sot d'Esplugues, deixa a l'esquerra les restes del Molí Vell i continua cap al sud-oest, amb la Font del Molí Vell. En el moment que rep per l'esquerra el Sot de la Vinyota, deixa enrere Castellcir per entrar en el terme de Castellterçol a ponent del Pla de la Terma.
Ja en terme de Castellterçol, deixa a la dreta -nord- la Vinyota i el Molí Nou, mentre que a l'esquerra queden la Font de la Vinyota i la Poua del Molí Nou. De seguida deixa a l'esquerra Cal Murri, rep per l'esquerra el Xaragall dels Pollancres, i s'aboca en el torrent de l'Àngel per tal de formar la Riera de la Fàbrega just a llevant del Polígon industrial El Vapor.